# Gråvattrat bandfly
Gråvattrat bandfly (Epilecta linogrisea) är en fjärilsart som beskrevs av Michael Denis och Ignaz Schiffermüller, 1775. Gråvattrat bandfly ingår i släktet Epilecta och familjen nattflyn, Noctuidae. Arten är reproducerande i Sverige. Inga underarter finns listade i Catalogue of Life.

## Bildgalleri

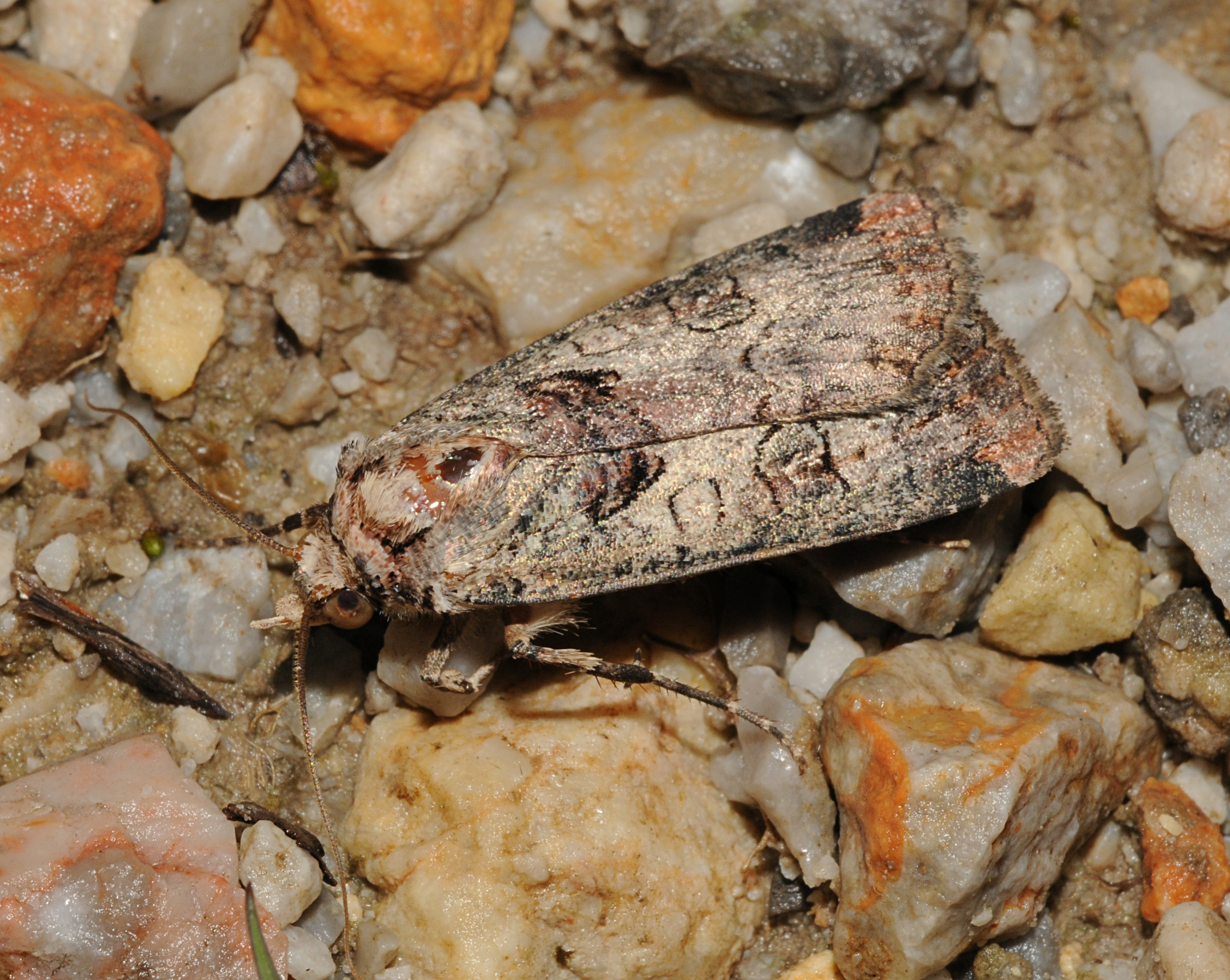
Imago fjäril.
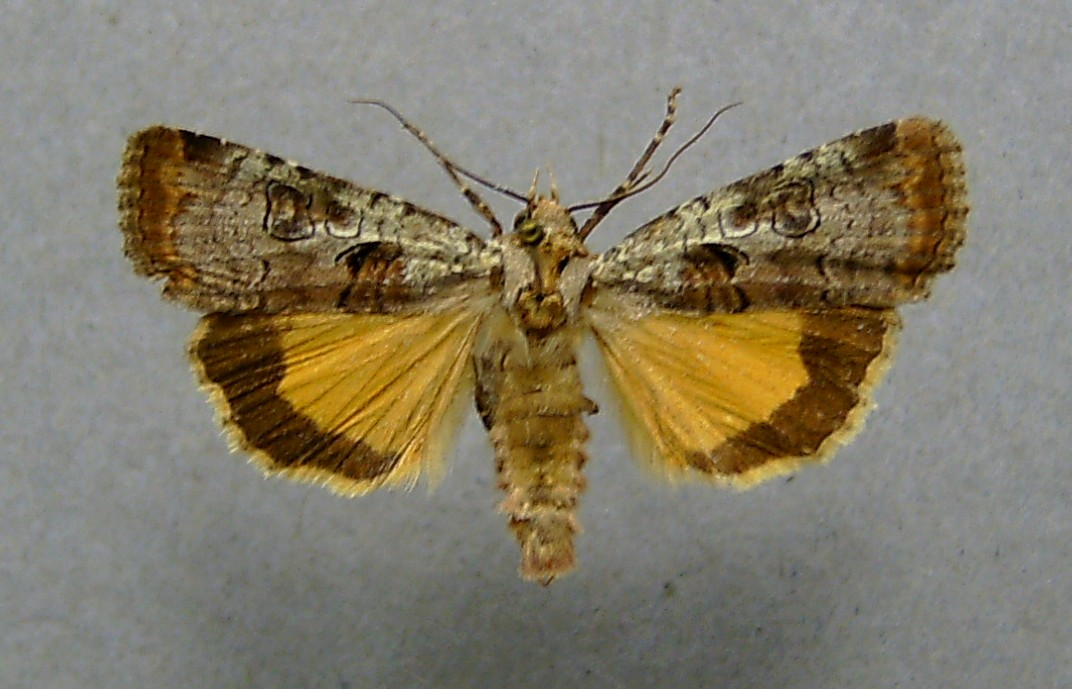
Preparerad (uppnålad) imago fjäril.